# 오스미반도

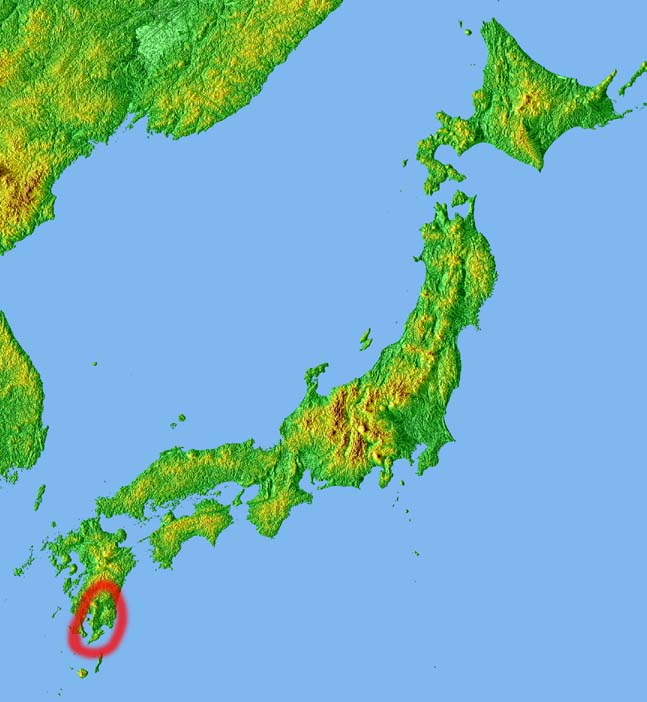
오스미반도의 위치

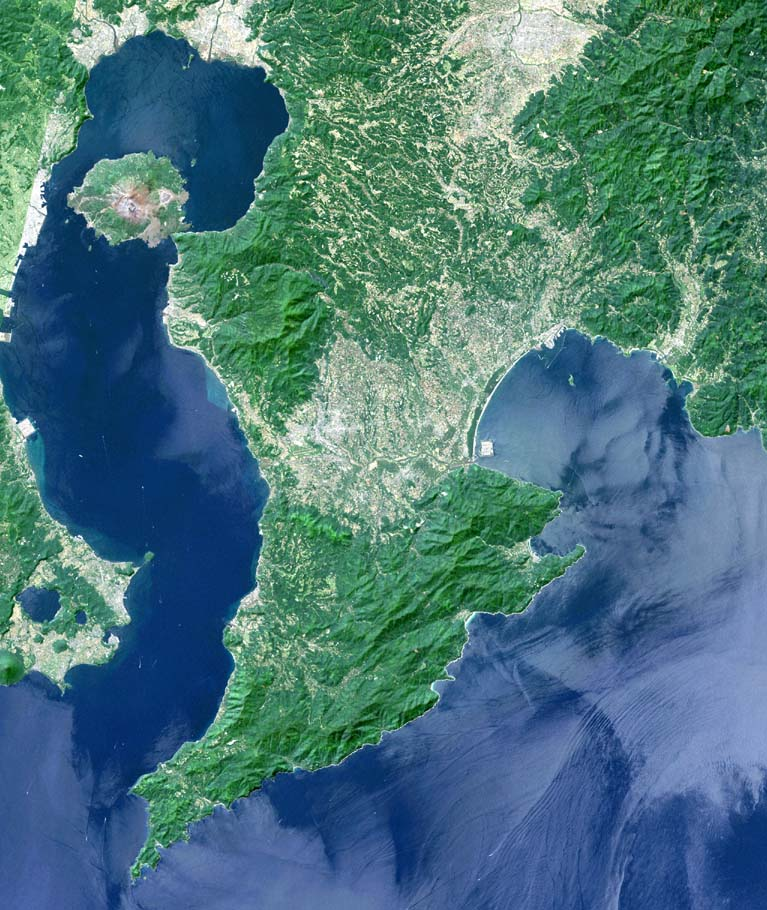
오스미반도

오스미반도(일본어: 大隅半島, おおすみはんとう)는 일본 규슈에 위치한 반도이다. 규슈의 최남단에 위치하고, 서해안은 가고시마만을 끼우고 사쓰마반도에 마주보고, 동해안은 태평양에 접해 있다. 남단은 사타곶이다. 가고시마현에 속해 있다.
서해안에는 사쿠라지마섬이 육지로 연결되어 있다. 동해안에는 우치노우라만, 시부시만이라고 하는 후미가 있다.